# دايلوفوصوريات
الدايلوفوصوريات (الاسم العلمي: Dilophosauridae) هي فصيلة من ديناصورات وحشيات الأرجل، التي عاشت خلال الفترة من العصر الثلاثي المتأخر حتى العصر الجوراسي المبكر (منذ حوالي 218 وحتى 184 مليون سنة، من مرحلة النوري إلى التورسي)، في كل من أفريقيا، والأمريكتان، وآسيا والقارة القطبية الجنوبية. اشتهرت بحوافها القحفية المميزة، التي ربما كانت تستخدمها لعروض التودد، أو لتخويف المنافسين. تم اقتراح الفصيلة في عام 1990 من قبل عالم الأحياء القديمة آلان جاك شاريغ وأندرو ميلنر لتشمل العينة النمطية فقط الدايلوفوصور.